# Roddy Piper
Roderick George Toombs (Saskatoon, 17 de abril de 1954 — Hollywood, 31 de julho de 2015), mais conhecido por seu nome de ringue Rowdy Roddy Piper (conhecido no Brasil durante a década de 1980 como "Gaiteiro"), foi um ator e lutador de luta livre profissional canadense, sendo conhecido pela sua passagem na World Wrestling Federation (WWF, agora WWE) em meados dos anos 1980 e 1990. Embora ele fosse canadense, devido à sua herança escocesa, a sua personagem foi assim tratada: ele era anunciado de Glasgow, usava um kilt e seu tema de entrada era composto por uma gaita de fole. Ele ganhou o apelido de "Rowdy", por mostrar a característica "raiva escocesa", espontaneidade e raciocínio rápido. Apesar de ser um favorito do público por causa de sua personalidade forte, muitas vezes ele desempenhou o papel de um vilão. Além de seu nome de ringue, Piper também era conhecido pelo apelido de "Hot Rod".
Piper encabeçou vários grandes eventos em pay-per-view; ele participou dos principais eventos do WrestleMania I e WrestleMania X, como árbitro convidado especial neste último. Ao todo, venceu 34 campeonatos em várias promoções durante sua carreira. Seus rivais mais notáveis incluíam Greg Valentine, Adrian Adonis e Hulk Hogan, com a disputa contra Hogan também envolvendo Captain Lou Albano e cantora Cyndi Lauper. Piper foi introduzido no WWE Hall of Fame em 2005 e nomeado como o melhor vilão na história da luta livre profissional pela WWE.
Piper atuou vários filmes e programas de televisão, incluindo o papel principal em 1988 no longa Eles Vivem e um papel recorrente em Nunca Chove em Filadélfia.

## Carreira na luta livre profissional

### World Wrestling Entertainment/WWE (2005–2015)

#### Hall da Fama e Campeão Mundial de Duplas (2005–2006)

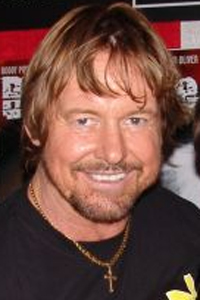
Piper em 2006.

Em 21 de fevereiro de 2005, foi anunciado que Piper seria introduzido ao Hall da Fama da WWE. No WrestleMania 21, Piper apresentou um Piper's Pit com Stone Cold Steve Austin como convidado. A entrevista foi interrompida por Carlito, imediatamente atacado pelos dois.
Em fevereiro de 2005, em um evento chamado WrestleReunion, Piper, Jimmy Valiant e Snuka enfrentaram Colonel DeBeers, "Cowboy" Bob Orton e "Playboy" Buddy Rose.
No Raw de 11 de julho, Piper apresentou o Piper's Pit com Shawn Michaels, que lhe aplicou um Sweet Chin Music. Ele apareceu novamente no Raw de 3 de outubro, no Raw Homecoming, apresentando o Piper's Pit com Mick Foley. Randy Orton e "Cowboy" Bob Orton atacaram ambos Foley e Piper.
Isto criou uma rivalidade entre Piper e os Ortons. No SmackDown! seguinte ao Homecoming, Piper enfrentou os Ortons em uma luta 2-contra-1, vencendo após Bob Orton ser distraído por The Undertaker. Em 28 de outubro, Piper, Batista e Eddie Guerrero derrotaram Randy Orton, Bob Orton e Mr. Kennedy. A rivalidade foi encerrada no SmackDown! de 4 de novembro, com Piper derrotando Bob Orton por desqualificação.
Piper retornou ao Raw em 11 de setembro de 2006, em uma luta de trios com The Highlanders contra membros do Spirit Squad. Ele apareceu no Raw Family Reunion com Money, Inc. e Arn Anderson para acompanhar Ric Flair em uma luta contra Mitch do Spirit Squad. Em 5 de novembro, Piper ganhou o Campeonato Mundial de Duplas com Flair ao derrotar o Spirit Squad no Cyber Sunday. Ele foi escolhido por votação aberta no website da WWE entre ele, Sgt. Slaughter e Dusty Rhodes. No Raw de 13 de novembro de 2006, Piper e Flair perderam o título para Rated-RKO. Piper nunca chegou ao ringue para a defesa de cinturão, sendo atacado por Edge. Em 17 de novembro de 2006, a WWE anunciou que Flair havia sido levado do Reino Unido para o Oregon para tratar o que acreditava-se ser pedras nos rins. Ele foi diagnosticado com linfoma de Hodgkin. Ele foi retirado da luta que participaria no Survivor Series com Flair, Anderson, Rhodes e Sgt. Slaughter contra o Spirit Squad. Ele foi substituído por Ron Simmons.

#### Aparições esporádicas (2007–2015)
Ele fez seu retorno no Raw gravado em 12 de fevereiro de 2007, anunciando que Dusty Rhodes seria o primeiro introduzido ao Hall da Fama da WWE naquele ano. Durante o segmento, Umaga e Armando Alejandro Estrada atacaram Dusty e Roddy. Ele retornou no Raw de 11 de junho, durante a "Mr. McMahon Appreciation Night", apresentando um vídeo dos momentos mais embaraçosos de Vince McMahon. Em 2008, após tratar seu linfoma de Hodgkin, ele fez uma aparição durante o Royal Rumble, primariamente focando em "Superfly" Jimmy Snuka. Ambos foram eliminados por Kane.
Piper fez uma nova aparição no Raw de 28 de abril de 2008, sendo confrontado por Santino Marella, que zombou do peso de Piper antes de ser por ele estapeado. Na semana seguinte, Piper foi entrevistado por Carlito na Carlito's Cabana. Ele foi salvo de um ataque de Carlito e Santino por Cody Rhodes e Cryme Tyme. No Raw de 12 de maio, a interferência de Piper custou a Carlito e Santino uma luta pelo Campeonato Mundial de Duplas de Rhodes e Hardcore Holly. Santino ameaçou Piper, culminando em um confronto em 16 de maio, no Jimmy Kimmel Live!. Ele lutou sua - como anunciada na época - última luta em 18 de abril de 2008, no Spring Slam da Newburgh Free Academy. Em 26 de outubro, Piper apareceu no Cyber Sunday como um dos possíveis oponentes de Marella em uma luta pelo Campeonato Intercontinental. Os outros candidatos eram Goldust e The Honky Tonk Man. O último foi o mais votado pelos fãs e derrotou Santino por desqualificação após interferência de Beth Phoenix, não conquistando o título. Piper, Honky Tonk Man e Goldust atacaram Santino. No Raw da noite seguinte, os três participaram como comentaristas da luta entre Santino e Charlie Haas.

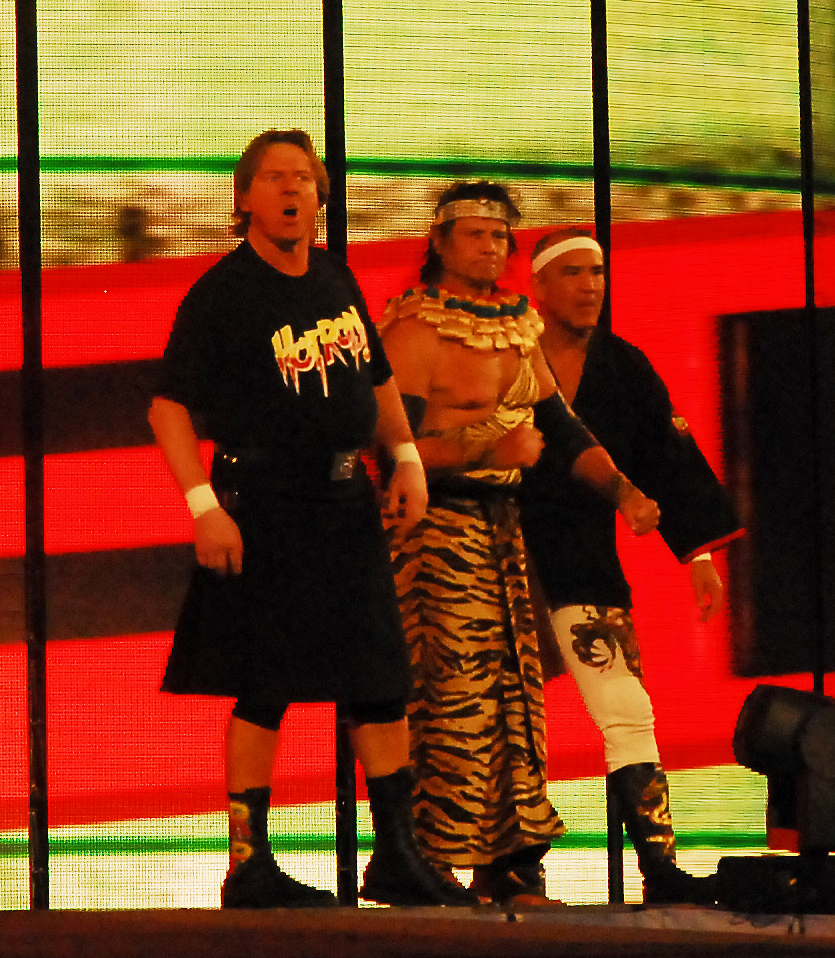
Piper com Ricky Steamboat e Jimmy Snuka no WrestleMania XXV em 2009.

Piper retornou no Raw de 16 de fevereiro para confrontar Chris Jericho por seu desrespeito pelos membros do Hall da Fama. Após o segmento, Jericho atacou Piper. Um mês depois, no Raw de 16 de março, Piper atacaria Jericho com Ric Flair, Jimmy Snuka e Ricky Steamboat. No WrestleMania XXV, Piper, Snuka e Steamboat foram derrotados por Jericho em uma luta de eliminação, com Piper sendo o segundo eliminado. Roddy apresentou o Raw de 16 de novembro de 2009, no Madison Square Garden. Piper desafiou Vince McMahon para uma street fight naquela noite, sendo atacado por Randy Orton e salvo por Kofi Kingston. Ele introduziu Wendy Richter ao Hall da Fama da WWE em 27 de março de 2010 e apareceu no Raw da noite seguinte como um dos lumberjacks da luta entre Christian e Ted Dibiase. Dois meses depois, Piper se tornou um vilão por uma noite, contratando DiBiase para sequestrar Quinton Jackson que, na época, interpretava B.A. Baracus no filme Esquadrão Classe A, papel clássico de seu nêmesis Mr. T.
No Raw de 15 de novembro de 2010, Piper apresentou o Piper's Pit com John Cena, que seria o árbitro da luta pelo Campeonato da WWE entre Wade Barrett e Randy Orton no Survivor Series. Caso Barrett perdesse o combate, Cena seria demitido da WWE. Piper disse a Cena para que ele arbitrasse de forma neutra. Em 29 de janeiro de 2011, Piper fez sua estreia na Pro Wrestling Guerrilla (PWG) durante a WrestleReunion 5, derrotando por último Terry Funk para ganhar uma Battle Royal de Lendas de 20 lutadores. Ele apareceu em um segmento nos bastidores do WrestleMania XXVII, acertando Zack Ryder com um coco. No Raw de 13 de junho de 2011, Piper apresentou o Piper's Pit com The Miz e Alex Riley como convidados, o que levou a uma luta entre Piper e Miz com Riley como árbitro. Como estipulação por sua vitória, Roddy ganhou $ 5 000 de The Miz. Ele apresentou outro Piper's Pit com Cena em 28 de novembro de 2011. Ele apareceu no episódio especial de Natal do SmackDown de 29 de novembro de 2011. No SmackDown: Blast from the Past, em 10 de abril de 2012, ele apresentou o Piper's Pit com Daniel Bryan e AJ Lee. Piper novamente apareceu no Raw de 18 de junho de 2012, atacando Heath Slater com Wendi Richter, Layla e Cyndi Lauper. Ele apareceu novamente no milésimo episódio do Raw, em 23 de julho de 2012, com diversas outros lutadores do passado, ajudando Lita a derrotar Slater. No Raw de 13 de agosto, Piper apresentou o Piper's Pit com Chris Jericho como convidado, sendo interrompido por Dolph Ziggler.
No Raw de 6 de janeiro de 2014, a The Shield foram os convidados do Piper's Pit. No WrestleMania XXX em 6 de abril de 2014, os quatro lutadores que participaram do evento principal no WrestleMania I - Piper, Paul Orndorff, Hulk Hogan e Mr. T - tiveram um segmento entre eles nos bastidores. No Raw de 22 de dezembro de 2014, Rusev e Lana foram os convidados do Piper's Pit.
No inicio de julho de 2015, Ric Flair disse que Piper havia perdido seu contrato de lenda na WWE devido a uma discussão pública com Stone Cold Steve Austin; como resultado, Piper deixou o PodcastOne e posteriormente, ele pediu desculpas para Austin.

## Morte
Em 31 de julho de 2015, Piper teve uma parada cardíaca de causa natural enquanto dormia em sua casa em Hollywood, Califórnia. Piper morreu aos 61 anos e deixou sua esposa, Kitty, seus quatro filhos e quatro netos.
Piper foi cremado, suas cinzas jogadas na sua casa em Cartey, Oregon.

## No wrestling
- Movimentos de finalização
  - Sleeper hold[1][2]

- Movimentos secundários
  - Belly to back suplex[18]
  - Bulldog[19][20]
  - Figure four leglock[21]
  - High knee[18]
  - Inverted atomic drop[18]
  - Low blow[18][22]
  - Múltiplos jabs[2]
  - Colocar o dedo no olho do oponente[21]

- Managers
  - Bob Orton, Jr.

- Lutadores de quem foi manager
  - Sean O'Haire
  - Virgil
  - Paul Orndorff
  - Dr. D. David Schultz[18]
  - Big John Studd
  - Colin Delaney[23]

- Alcunhas
  - "Rowdy"
  - "The Rowdy One"[3]
  - "Hot Rod"[3]
  - "Hot Scot"[3]

- Temas de entrada
  - "Green Hills of Tyrol" da Chappell Production Library (WWE /WCW / TNA)
  - "Hot Rod" por Jim Johnston (WWE)
  - "The Bonnie Lass o' Fyvie" (WWE / TNA)
  - "Scotland the Brave" (WWE / TNA)

## Títulos e prêmios
- Cauliflower Alley Club
  - Reel Member Inductee (2001)

- Mid-Atlantic Championship Wrestling / World Championship Wrestling
  - NWA Mid-Atlantic Heavyweight Championship (3 vezes)[24]
  - NWA Mid-Atlantic Tag Team Championship (1 vez) - com Big John Studd[25]
  - NWA Television Championship  (2 vezes)[26]
  - NWA/WCW United States Heavyweight Championship (3 vezes)[27]

- NWA All-Star Wrestling
  - NWA Canadian Tag Team Championship (versão de Vancouver) (1 vez) - com Rick Martel[28]

- NWA Hollywood Wrestling
  - NWA Americas Heavyweight Championship (5 vezes)[29]
  - NWA Americas Tag Team Championship (7 vezes) - com Crusher Verdu (2), Adrian Adonis (1), Chavo Guerrero (1), Kengo Kimura (1), Ron Bass (1) e The Hangman (1)[30]
  - NWA World Light Heavyweight Championship (1 vez)1[31]

- NWA San Francisco
  - NWA United States Heavyweight Championship (versão de São Francisco) (1 vez)[32]
  - NWA World Tag Team Championship (versão de São Francisco) (1 vez) - com Ed Wiskoski[33]

- Pacific Northwest Wrestling
  - NWA Pacific Northwest Heavyweight Championship (2 vezes)[34]
  - NWA Pacific Northwest Tag Team Championship (5 vezes) - com Killer Tim Brooks (1), Rick Martel (3) e Mike Popovich (1)[35]

- Pro Wrestling Illustrated
  - Lutador Mais Inspirador do Ano (1982)[36]
  - Lutador Mais Odiado do Ano (1984, 1985)
  - Luta do Ano (1985) com Paul Orndorff vs. Hulk Hogan & Mr. T no WrestleMania
  - Lutador Mais Popular do Ano (1986)
  - PWI o colocou na # 17ª posição dos 500 melhores lutadores da história em 2003.

- Professional Wrestling Hall of Fame and Museum
  - Classe de 2007[37]

- World Class Championship Wrestling
  - NWA American Tag Team Championship (1 vez) - com Bulldog Brower[38]

- World Wrestling Federation/World Wrestling Entertainment
  - WWF Intercontinental Championship (1 vez)[39]
  - World Tag Team Championship (1 vez - com Ric Flair[40]
  - WWE Hall of Fame (Classe de 2005)[41]
  - Slammy Award por Melhor Personagem em Land of a Thousand Dances (1986)

- Wrestling Observer Newsletter
  - Melhor Entrevistas (1981) empatado com Lou Albano
  - Melhor Entrevistas (1982, 1983)
  - Melhor Vilão (1984, 1985)
  - Wrestling Observer Newsletter Hall of Fame (Classe de 1996)
  - Pior Luta do Ano (1986) vs. Mr. T em uma luta de boxe no WrestleMania
  - Pior Luta do Ano (1997) vs. Hulk Hogan no SuperBrawl

1O NWA World Light Heavyweight Championship não é mais reconhecido ou sancionado pela National Wrestling Alliance.

### Lucha de Apuesta
| Aposta  | Vencedor    | Perdedor      | Local                    | Data                | Notas               |
| ------- | ----------- | ------------- | ------------------------ | ------------------- | ------------------- |
| Cabelo  | Roddy Piper | Adrian Adonis | Pontiac, Michigan        | 29 de março de 1987 |                     |
| $ 5 000 | Roddy Piper | The Miz       | Long Island, Nova Iorque | 13 de junho de 2011 | Árbitro: Alex Riley |